# King, Ontario
King este o comună cu  27.333 de locuitori (în 2021), care este situată în regiunea York, la nord de Toronto, în provincia Ontario, Canada.